# 普萊森特阿克里斯 (印地安納州)
普萊森特阿克里斯（英語：Pleasant Acres）是位於美國印地安納州漢考克縣的一個非建制地區。該地的面積和人口皆未知。